# Oudomsay Airport
Oudomsay Airport är en flygplats i Laos.   Den ligger i provinsen Udomxai, i den nordvästra delen av landet, 300 km norr om huvudstaden Vientiane. Oudomsay Airport ligger 645 meter över havet.
Terrängen runt Oudomsay Airport är huvudsakligen kuperad, men den allra närmaste omgivningen är platt. Oudomsay Airport ligger nere i en dal. Runt Oudomsay Airport är det ganska glesbefolkat, med 24 invånare per kvadratkilometer. Närmaste större samhälle är Muang Xay, 1,5 km nordväst om Oudomsay Airport. I omgivningarna runt Oudomsay Airport växer i huvudsak städsegrön lövskog.